# Julija Tchepalova
Julija Anatolievna Tchepalova (en russe : Юлия Анатольевна Чепалова), née le 23 décembre 1976 à Komsomolsk-sur-l'Amour, est une skieuse de fond russe. L'apogée de sa carrière se situe entre 1998 et 2006, période au cours de laquelle elle remporte trois titres olympiques, deux titres de championne du monde et le classement général de la Coupe du monde en 2001.
En 2009, alors qu'elle tentait de retrouver son niveau des années passées après avoir cessé la compétition pour avoir deux enfants, elle a été contrôlée positive à l'EPO lors du mass-start de Val di Fiemme comptant pour le Tour de Ski 2009 et est suspendue 2 ans à partir d'août 2009.

## Palmarès

### Jeux olympiques
- Médaille d'or sur 30 km aux Jeux olympiques de 1998 à Nagano
- Médaille d'or en sprint aux Jeux olympiques de 2002 à Salt Lake City
- Médaille d'or sur relais 4 × 5 km aux Jeux olympiques de 2006 à Turin
- Médaille d'argent sur 10 km aux Jeux olympiques de 2002
- Médaille d'argent sur 30 km libre aux Jeux olympiques de 2006
- Médaille de bronze sur 15 km aux Jeux olympiques de 2002

### Championnats du monde
- Médaille d'or en poursuite aux Championnats du monde de ski nordique 2005
- Médaille d'or sur le relais  aux Championnats du monde de ski nordique 2001
- Médaille d'argent sur le 10 km aux Championnats du monde de ski nordique 2005
- Médaille d'argent sur le relais aux Championnats du monde de ski nordique 2005
- Médaille de bronze en sprint aux Championnats du monde de ski nordique 2001
- Médaille de bronze en sprint par équipe aux Championnats du monde de ski nordique 2005

### Coupe du monde
- Vainqueur du classement général de la Coupe du monde 2001
- 35 podiums individuels dont 18 victoires

#### Victoires individuelles
| Date             | Lieu                       | pays      | Compétition |
| ---------------- | -------------------------- | --------- | ----------- |
| 3 gennaio 1998   | Kavgolovo                  | Russie    | 10 km TL    |
| 20 marzo 1999    | Oslo                       | Norvège   | 30 km TC    |
| 26 febbraio 2000 | Falun                      | Suède     | 10 km TL    |
| 18 marzo 2000    | Bormio                     | Italie    | 10 km TL PU |
| 8 dicembre 2000  | Santa Caterina di Valfurva | Italie    | 10 km TL    |
| 20 dicembre 2000 | Davos                      | Suisse    | 15 km TC    |
| 4 febbraio 2001  | Nové Město na Moravě       | Tchéquie  | Sprint TL   |
| 4 marzo 2001     | Kavgolovo                  | Russie    | 15 km TL    |
| 14 marzo 2001    | Borlänge                   | Suède     | 5 km TL     |
| 17 marzo 2001    | Falun                      | Suède     | 10 km TC    |
| 25 marzo 2001    | Kuopio                     | Finlande  | 40 km TL    |
| 12 dicembre 2001 | Brusson                    | Italie    | 10 km TL    |
| 12 gennaio 2002  | Nové Město na Moravě       | Tchéquie  | 5 km TL     |
| 14 febbraio 2004 | Oberstdorf                 | Allemagne | 15 km PU    |
| 28 febbraio 2004 | Oslo                       | Norvège   | 30 km TL    |
| 6 marzo 2005     | Lahti                      | Finlande  | 10 km TL    |
| 15 dicembre 2005 | Canmore                    | Canada    | 10 km TL    |
| 11 marzo 2006    | Oslo                       | Norvège   | 30 km TL    |

Légende :

TC = classique

TL = libre

MS = départ en masse

HS = départ avec handicap

PU = poursuite